# Masaki Yoshida
Masaki Yoshida (japanisch 吉田 正樹 Yoshida Masaki; * 10. April 1984 in der Präfektur Niigata) ist ein japanischer Fußballspieler.

## Karriere
Yoshida erlernte das Fußballspielen in der Universitätsmannschaft der Hōsei-Universität. Seinen ersten Vertrag unterschrieb er 2008 bei Yokohama FC. Der Verein spielte in der zweithöchsten Liga des Landes, der J2 League. Für den Verein absolvierte er 56 Ligaspiele. 2010 wechselte er zum Ligakonkurrenten Tokyo Verdy. Für den Verein absolvierte er 22 Ligaspiele. 2012 wechselte er zum Ligakonkurrenten Matsumoto Yamaga FC. Danach spielte er bei FC Ryukyu.